# Orthoceras strictum
Orthoceras strictum é uma espécie geófita pertencente à família das orquídeas, ou Orchidaceae, que existe no sudeste da Austrália, Nova Caledônia e norte da Nova Zelândia, onde vive em ambientes variados até mil metros de altitude. São plantas glabras de sistema subterrâneo composto por raízes e tubérculos carnosos alongados, sem revestimento; e por sistema aéreo com caules curtos, até seis folhas muito mais longas que largas, eretas; inflorescências glabras, racemosas, com até nove flores ressupinadas, de cores pouco vistosas, que medem cerca de um centímetro, com sépalas e pétalas bastante diferentes; labelo tri-lobulado; e coluna apoda de rostelo praticamente livre, com quatro polínias. Florescem entre o fim da primavera e começo do verão. São bastante difíceis de cultivar.  Distingue-se da única outra espécie deste gênero, o Orthoceras novae-zeelandiae, pelo labelo mais alongado e pela bráctea floral mais longa.

## Publicação e sinônimos
- Orthoceras strictum R.Br., Prodr. Fl. Nov. Holl.: 317 (1810).